# Eduardo Sepúlveda Whittle
Eduardo Sepúlveda Whittle (Tocopilla, 16 de abril de 1910-La Serena, 16 de agosto de 1993) fue un periodista y político chileno, intendente de la Provincia de Coquimbo y diputado.

## Vida personal
Nació en Tocopilla el 16 de abril de 1910. Sus padres eran Eduardo Sepúlveda y Ana Whittle. Sus estudios los realizó en el Seminario San Luis de La Serena, y en el Liceo de Hombres N.° 12 de Santiago.
Estuvo casado con Dominga Muñoz Leiva, con quien tuvo ocho hijos. Se casó en segundas nupcias con Rina Devia Ceballos, con quien tuvo cuatro hijos. El mayor de sus hijos Eduardo Sepúlveda Muñoz, fue Diputado en dos periodos por la Sexta Agrupación Departamental "Valparaíso, Isla de Pascua y Quillota", Región de Valparaíso, entre 1965 y 1973.

## Trayectoria en medios de comunicación
Su primera incursión en el periodismo la realizó en la sección deportiva en 1927, en donde llegó a ser jefe de crónica en el naciente diario La Prensa de Tocopilla. En 1936 asumió ese mismo cargo en el vespertino antofagastino El Industrial, pasando en el transcurso de ese mismo año a la redacción de El Mercurio de Antofagasta. Se trasladó a Iquique en 1939 para trabajar como jefe de cables y deportes en El Tarapacá, y en 1943 asumió como jefe de crónica y entre 1946 y 1948 se desempeñó como director del diario. En 1950 vuelve a asumir dicho cargo.
El 1 de agosto de 1955 el presidente de la Sociedad de Publicaciones El Tarapacá, Osvaldo de Castro, nombra a Sepúlveda director de los diarios El Día de La Serena, El Noticiero Huasquino de Vallenar y El Amigo del País de Copiapó. Se desempeñó en dicho cargo hasta 1959, año en que asume Antonio Puga Rodríguez.
Eduardo Sepúlveda también fue el primer director de Canal 8 UCV Televisión, inicialmente repetidora del canal porteño y posteriormente canal con producción propia y externa, esta última proveniente de canales santiaguinos; dejó dicho cargo el 13 de septiembre de 1975 luego de que el puesto de director fuera suprimido, siendo reemplazado por el cargo de gerente, que sería asumido por Óscar Rojas Tapia, quien hasta ese entonces se desempeñaba como jefe del Departamento de Ventas de la estación local. En su faceta de filatelista, fue elegido en febrero de 1976 como presidente de la Sociedad Filatélica de La Serena y Coquimbo.

## Trayectoria política
Como militante del Partido Demócrata Cristiano, su primer cargo público lo obtuvo al ser nombrado Intendente de la Provincia de Coquimbo el 5 de noviembre de 1964 por el presidente Eduardo Frei Montalva. Dejó dicho cargo en noviembre de 1970. Posteriormente fue elegido regidor de la comuna de La Serena en las elecciones municipales de 1971. Renunció a dicho cargo en 1972 para presentarse como candidato a diputado al año siguiente.
En las elecciones parlamentarias de 1973, fue elegido diputado por la 4° agrupación departamental, que correspondía a las comunas de La Serena, Coquimbo, Elqui, Ovalle, Combarbalá e Illapel, para el período 1973-1977. Eduardo Sepúlveda fue uno de los cuatro diputados que asistió a la sesión parlamentaria agendada para el 11 de septiembre de 1973, y que fue declarada fracasada debido a la falta de quórum, debido a los acontecimientos desarrollados en ese momento.
Eduardo Sepúlveda Whittle falleció en La Serena el 16 de agosto de 1993.

## Historial electoral
- Elecciones parlamentarias de 1973 - Diputados para la 4° Agrupación Departamental (Coquimbo)